# 運氣

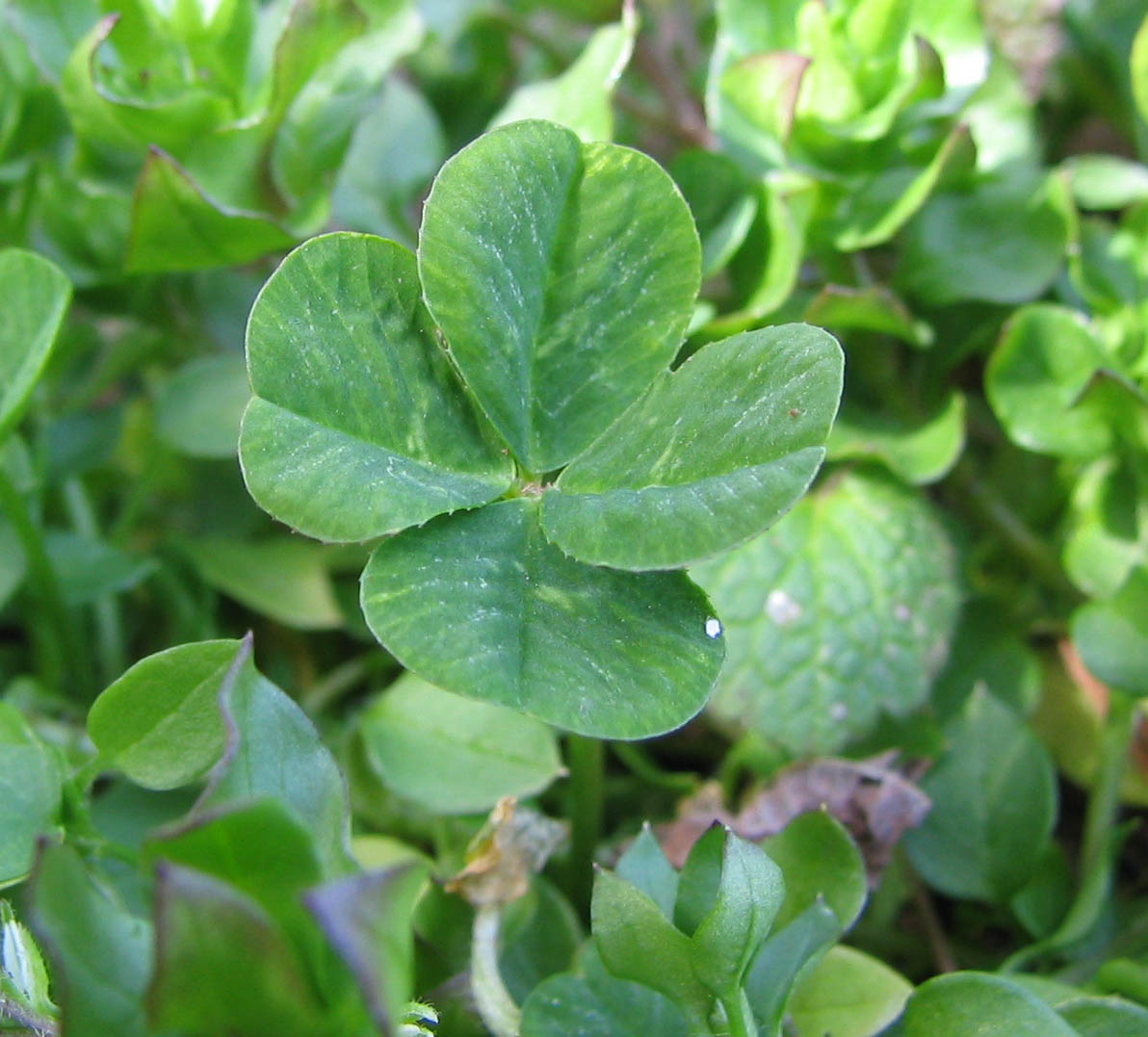
四葉草象徵幸運。

運氣的定義在各學說皆有所不同，根據傳統Noah Webster的字典，運氣是「沒有目的、不能預計及不能控制的力量而令個人、群體或事件變好或變壞」，其作者Max Gunther將之定義為「影響一個人的生命及似乎不能受人影響的事件」。
據信所有的社會都有關於怎樣會帶來好運和怎樣會帶來壞運的信仰，也就是說，和運氣相關的信仰，是普世文化現象，是所有社會當中都存在的一種迷信。